# Dutee Jerauld Pearce
Dutee Jerauld Pearce (* 3. April 1789 auf Prudence Island, Newport County, Rhode Island; † 9. Mai 1849 in Newport, Rhode Island) war ein US-amerikanischer Jurist und Politiker. Zwischen 1825 und 1837 vertrat er den zweiten Wahlbezirk des  Bundesstaates Rhode Island im US-Repräsentantenhaus.

## Werdegang
Dutee Pearce besuchte bis 1808 die Brown University in Providence. Nach einem anschließenden Jurastudium und seiner Zulassung als Rechtsanwalt begann er in Newport in diesem Beruf zu arbeiten. Außerdem bekleidete er einige lokale Ämter. Zwischen 1819 und 1825 amtierte Pearce als Attorney General von Rhode Island. Von 1824 bis 1825 war er als Nachfolger von John Pitman auch noch Bundesstaatsanwalt in diesem Staat.
Politisch schloss er sich der Opposition gegen Präsident Andrew Jackson an und wurde Mitglied der National Republican Party, die später in der Whig Party aufging. Pearce wurde zunächst Abgeordneter im Repräsentantenhaus von Rhode Island. Bei den Kongresswahlen des Jahres 1824 wurde er gegen den Amtsinhaber Job Durfee in das US-Repräsentantenhaus in Washington, D.C. gewählt. Nachdem er bei den folgenden Wahlen jeweils bestätigt wurde, konnte er zwischen dem 4. März 1825 und dem 3. März 1837 sechs Legislaturperioden im Kongress absolvieren. In diese Zeit fiel die politische Auseinandersetzung mit der Politik von Präsident Jackson. Dabei ging es unter anderem um die Nullifikationskrise mit dem Staat South Carolina und die Bankenpolitik des Präsidenten. Zwischen 1827 und 1831 war Pearce Vorsitzender des Committee on Revisal and Unfinished Business.
Bei den Wahlen des Jahres 1836 verlor Pearce gegen Joseph L. Tillinghast. Danach zog er sich aus der Politik zurück.